# Categoría sintáctica
El término categoría sintáctica se utiliza con sentidos diferentes en la literatura y en la lingüística. Puede referirse a los conceptos que se expresan mediante los morfemas flexivos (género, número, persona, tiempo, aspecto, etc.), o a las partes de la oración con función sintáctica o sintagmas.
- Datos: Q5253026